# 王小佳
王小佳（1956年3月17日—），男，四川南溪人，中国园艺学家，曾任西南农业大学、西南大学校长。

## 生平
1990年毕业于西南农业大学，获蔬菜专业博士学位，后留校任教。1994年至1995年间公派瑞典隆德大学进修。回国后曾出任西南农业大学校长。2005年起任西南大学校长。